# The Weary Blues
Cet article possède un paronyme, voir Blues (homonymie).
The Weary Blues est un recueil de poèmes de Langston Hughes paru en 1926. Ses thèmes sont notamment Harlem, la musique et l'expérience afro-américaine en général.